# پسماند صنعتی
پسماند صنعتی (به انگلیسی: Industrial waste) پسماندی است که در اثر فعالیت‌های صنعتی تولید می‌شود که شامل هر ماده‌ای است که در طی یک فرایند تولید بی‌مصرف می‌شود مانند کارخانه‌ها، آسیاب‌ها و عملیات معدنی. انواع پسماندهای صنعتی عبارتند از خاک و شن، سنگ‌تراشی و بتن، پسماند فلزی، روغن، حلال‌ها، مواد شیمیایی، پسماند الوار، حتی مواد گیاهی رستوران‌ها. پسماندهای صنعتی ممکن است جامد، نیمه‌جامد یا مایع باشند. ممکن است زباله‌های خطرناک (که برخی از انواع آنها سمی هستند) یا زباله‌های غیرخطرناک باشد. زباله‌های صنعتی ممکن است خاک مجاور یا آب‌های مجاور را آلوده کند و نیز آب‌های زیرزمینی، دریاچه‌ها، نهرها، رودخانه‌ها یا آب‌های ساحلی را آلوده کند. زباله‌های صنعتی اغلب با زباله‌های شهری درهم آمیخته می‌شوند که ارزیابی دقیق را دشوار می‌کند. برآورد می‌شود که ایالات متحده تا سال ۲۰۱۷ سالانه ۷٫۶ میلیارد تن زباله صنعتی تولید می‌کرد. بیشتر کشورها قوانینی را برای مقابله با مشکل زباله‌های صنعتی وضع کرده‌اند، اما سختگیری و رژیم‌های انطباق متفاوتی دارند. اجرای قانون در این زمینه همیشه یک مسئله است.

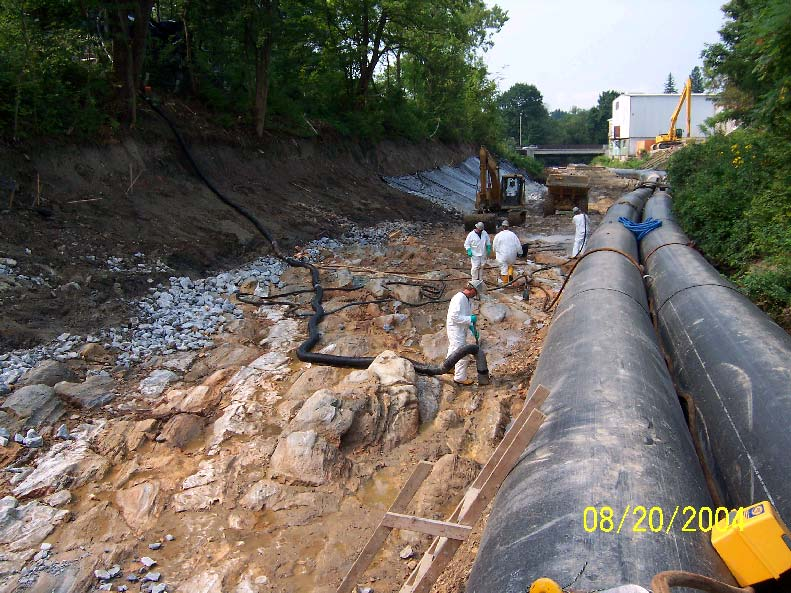
پاک‌سازی بستر رودخانه ماساچوست آلوده به PCB